# Lista över fornlämningar i Mörbylånga kommun (Segerstad)
Lista över fornlämningar i Mörbylånga kommun (Segerstad) är en förteckning av ett urval av de fornlämningar som finns i Segerstad i Mörbylånga kommun.
| Namn                                       | Lämningstyp                      | Tillkomsttid | Historisk indelning | Plats | Läge                 | ID-nr          | Bild                                      |
| ------------------------------------------ | -------------------------------- | ------------ | ------------------- | ----- | -------------------- | -------------- | ----------------------------------------- |
| Segerstad 1:1                              | Gravfält                         |              | Segerstad, Öland    |       | 56.351323, 16.545587 | 10086500010001 | Ladda upp en till bild av detta fornminne |
| Segerstad 2:1                              | Stensättning                     |              | Segerstad, Öland    |       | 56.345686, 16.547806 | 10086500020001 | Ladda upp en bild av detta fornminne      |
| Segerstad 4:1                              | Stensättning                     |              | Segerstad, Öland    |       | 56.343305, 16.545985 | 10086500040001 | Ladda upp en bild av detta fornminne      |
| Segerstad 4:3                              | Grav markerad av sten/block      |              | Segerstad, Öland    |       | 56.343288, 16.546312 | 10086500040003 | Ladda upp en bild av detta fornminne      |
| Segerstad 6:1                              | Röse                             |              | Segerstad, Öland    |       | 56.399872, 16.503827 | 10086500060001 | Ladda upp en bild av detta fornminne      |
| Segerstad 7:1                              | Stensättning                     |              | Segerstad, Öland    |       | 56.399734, 16.536695 | 10086500070001 | Ladda upp en bild av detta fornminne      |
| Segerstad 8:1                              | Stensättning                     |              | Segerstad, Öland    |       | 56.398056, 16.532465 | 10086500080001 | Ladda upp en bild av detta fornminne      |
| Segerstad 9:1                              | Stensättning                     |              | Segerstad, Öland    |       | 56.385515, 16.523740 | 10086500090001 | Ladda upp en bild av detta fornminne      |
| Segerstad 9:2                              | Stensättning                     |              | Segerstad, Öland    |       | 56.385314, 16.523492 | 10086500090002 | Ladda upp en bild av detta fornminne      |
| Segerstad 10:1                             | Stensättning                     |              | Segerstad, Öland    |       | 56.381941, 16.512362 | 10086500100001 | Ladda upp en bild av detta fornminne      |
| Segerstad 11:1                             | Gravfält                         |              | Segerstad, Öland    |       | 56.379534, 16.512321 | 10086500110001 | Ladda upp en bild av detta fornminne      |
| Lökrör (Segerstad 12:1)                    | Gravfält                         |              | Segerstad, Öland    |       | 56.387660, 16.505522 | 10086500120001 | Ladda upp en bild av detta fornminne      |
| Gräbbrör (tills. m nr 14) (Segerstad 13:1) | Röse                             |              | Segerstad, Öland    |       | 56.366795, 16.518634 | 10086500130001 | Ladda upp en bild av detta fornminne      |
| Gräbbrör (tills. m.nr14) (Segerstad 14:1)  | Röse                             |              | Segerstad, Öland    |       | 56.367146, 16.513406 | 10086500140001 | Ladda upp en bild av detta fornminne      |
| Segerstad 15:1                             | Stensättning                     |              | Segerstad, Öland    |       | 56.368511, 16.487650 | 10086500150001 | Ladda upp en bild av detta fornminne      |
| Segerstad 16:1                             | Stensättning                     |              | Segerstad, Öland    |       | 56.366434, 16.486796 | 10086500160001 | Ladda upp en bild av detta fornminne      |
| Segerstad 17:1                             | Gravfält                         |              | Segerstad, Öland    |       | 56.364640, 16.492425 | 10086500170001 | Ladda upp en bild av detta fornminne      |
| Segerstad 18:1                             | Stensättning                     |              | Segerstad, Öland    |       | 56.364297, 16.497665 | 10086500180001 | Ladda upp en bild av detta fornminne      |
| Segerstad 19:1                             | Stensättning                     |              | Segerstad, Öland    |       | 56.363990, 16.496480 | 10086500190001 | Ladda upp en bild av detta fornminne      |
| Segerstad 19:2                             | Stensättning                     |              | Segerstad, Öland    |       | 56.363900, 16.496205 | 10086500190002 | Ladda upp en bild av detta fornminne      |
| Segerstad 21:1                             | Stensättning                     |              | Segerstad, Öland    |       | 56.357905, 16.515005 | 10086500210001 | Ladda upp en bild av detta fornminne      |
| Träbyborg (Segerstad 22:1)                 | Fornborg                         |              | Segerstad, Öland    |       | 56.355306, 16.506214 | 10086500220001 | Ladda upp en till bild av detta fornminne |
| Segerstad 24:1                             | Gravfält                         |              | Segerstad, Öland    |       | 56.350968, 16.533815 | 10086500240001 | Ladda upp en till bild av detta fornminne |
| Segerstad 31:1                             | Runristning                      |              | Segerstad, Öland    |       | 56.343522, 16.530983 | 10086500310001 | Ladda upp en till bild av detta fornminne |
| Segerstad 31:2                             | Stenkistgrav                     |              | Segerstad, Öland    |       | 56.343427, 16.531019 | 10086500310002 | Ladda upp en bild av detta fornminne      |
| Segerstad 32:1                             | Stensättning                     |              | Segerstad, Öland    |       | 56.350598, 16.516348 | 10086500320001 | Ladda upp en bild av detta fornminne      |
| Segerstad 33:1                             | Stensättning                     |              | Segerstad, Öland    |       | 56.344655, 16.508966 | 10086500330001 | Ladda upp en bild av detta fornminne      |
| Segerstad 34:1                             | Stensättning                     |              | Segerstad, Öland    |       | 56.361354, 16.556851 | 10086500340001 | Ladda upp en bild av detta fornminne      |
| Segerstad 34:2                             | Stensättning                     |              | Segerstad, Öland    |       | 56.361448, 16.556884 | 10086500340002 | Ladda upp en bild av detta fornminne      |
| Segerstad 34:3                             | Stensättning                     |              | Segerstad, Öland    |       | 56.361251, 16.557003 | 10086500340003 | Ladda upp en bild av detta fornminne      |
| Segerstad 34:4                             | Stensättning                     |              | Segerstad, Öland    |       | 56.361463, 16.556748 | 10086500340004 | Ladda upp en bild av detta fornminne      |
| Segerstad 35:1                             | Stensättning                     |              | Segerstad, Öland    |       | 56.361752, 16.558034 | 10086500350001 | Ladda upp en bild av detta fornminne      |
| Segerstad 36:1                             | Stensättning                     |              | Segerstad, Öland    |       | 56.375238, 16.554985 | 10086500360001 | Ladda upp en bild av detta fornminne      |
| Segerstad 36:2                             | Stensättning                     |              | Segerstad, Öland    |       | 56.374636, 16.554826 | 10086500360002 | Ladda upp en bild av detta fornminne      |
| Segerstad 37:1                             | Stensättning                     |              | Segerstad, Öland    |       | 56.375825, 16.555084 | 10086500370001 | Ladda upp en bild av detta fornminne      |
| Segerstad 37:2                             | Stensättning                     |              | Segerstad, Öland    |       | 56.375952, 16.555158 | 10086500370002 | Ladda upp en bild av detta fornminne      |
| Segerstad 39:1                             | Gravfält                         |              | Segerstad, Öland    |       | 56.402183, 16.549394 | 10086500390001 | Ladda upp en bild av detta fornminne      |
| Segerstad 42:1                             | Stensättning                     |              | Segerstad, Öland    |       | 56.401304, 16.549121 | 10086500420001 | Ladda upp en bild av detta fornminne      |
| Segerstad 42:2                             | Grav markerad av sten/block      |              | Segerstad, Öland    |       | 56.401368, 16.549116 | 10086500420002 | Ladda upp en bild av detta fornminne      |
| Segerstad 43:1                             | Stensättning                     |              | Segerstad, Öland    |       | 56.397568, 16.546612 | 10086500430001 | Ladda upp en bild av detta fornminne      |
| Segerstad 44:1                             | Gravfält                         |              | Segerstad, Öland    |       | 56.353703, 16.509052 | 10086500440001 | Ladda upp en bild av detta fornminne      |
| Segerstad 50:1                             | Stensättning                     |              | Segerstad, Öland    |       | 56.398127, 16.546973 | 10086500500001 | Ladda upp en bild av detta fornminne      |
| Segerstad 52:1                             | Stensättning                     |              | Segerstad, Öland    |       | 56.387887, 16.538078 | 10086500520001 | Ladda upp en bild av detta fornminne      |
| Segerstad 70:1                             | Stensättning                     |              | Segerstad, Öland    |       | 56.372516, 16.521603 | 10086500700001 | Ladda upp en bild av detta fornminne      |
| Segerstad 70:2                             | Stensättning                     |              | Segerstad, Öland    |       | 56.372608, 16.521881 | 10086500700002 | Ladda upp en bild av detta fornminne      |
| Segerstad 70:3                             | Stensättning                     |              | Segerstad, Öland    |       | 56.372660, 16.522143 | 10086500700003 | Ladda upp en bild av detta fornminne      |
| Segerstad 70:4                             | Stensättning                     |              | Segerstad, Öland    |       | 56.372815, 16.521874 | 10086500700004 | Ladda upp en bild av detta fornminne      |
| Segerstad 71:1                             | Husgrund, förhistorisk/medeltida |              | Segerstad, Öland    |       | 56.367983, 16.491893 | 10086500710001 | Ladda upp en bild av detta fornminne      |
| Segerstad 72:1                             | Husgrund, förhistorisk/medeltida |              | Segerstad, Öland    |       | 56.368551, 16.491892 | 10086500720001 | Ladda upp en bild av detta fornminne      |
| Segerstad 73:1                             | Husgrund, förhistorisk/medeltida |              | Segerstad, Öland    |       | 56.369694, 16.492081 | 10086500730001 | Ladda upp en bild av detta fornminne      |
| Segerstad 73:2                             | Husgrund, förhistorisk/medeltida |              | Segerstad, Öland    |       | 56.369541, 16.491806 | 10086500730002 | Ladda upp en bild av detta fornminne      |
| Segerstad 76:1                             | Stensättning                     |              | Segerstad, Öland    |       | 56.360738, 16.509988 | 10086500760001 | Ladda upp en bild av detta fornminne      |
| Segerstad 77:1                             | Stensättning                     |              | Segerstad, Öland    |       | 56.361211, 16.511164 | 10086500770001 | Ladda upp en bild av detta fornminne      |
| Segerstad 83:1                             | Stensättning                     |              | Segerstad, Öland    |       | 56.350472, 16.498959 | 10086500830001 | Ladda upp en bild av detta fornminne      |